# Eyrekilnäbb
Eyrekilnäbb (Psophodes cristatus) är en fågel i familjen snärtfåglar inom ordningen tättingar.

## Utseende och läte
Eyrekilnäbben är en enfärgad grå knubbig fågel med mörk stjärt, vitt vingband och en liten framåtböjd tofs. Näbben är kort och knubbig, mörkare hos vuxna fåglar och ljusare hos ungfåglar. I flykten syns tydligt ljus stjärtspets. Arten är i stort sett identisk med västkilnäbben, men skiljer sig åt i läten, där sången består av en eller två snabba toner som följs av en kvick fallande drill. 

## Utbredning och systematik
Fågeln förekommer från torra sydvästra Queensland till nordöstra South Australia och sydöstra Northern Territory i Australien. Den behandlas som monotypisk, det vill säga att den inte delas in i några underarter.

## Status
Arten har ett stort utbredningsområde och beståndet anses stabilt. Internationella naturvårdsunionen IUCN listar den därför som livskraftig (LC).
- Filmsekvens från sydvästra Queensland